# Romain Grégoire
Romain Grégoire (født 21. januar 2003 i Besançon) er en cykelrytter fra Frankrig, der er på kontrakt hos Groupama-FDJ.